# Raimundo García García
Raimundo García García, (León, 15 de marzo de 1884 - Pamplona, octubre de 1962) fue un periodista y político derechista español, conocido como Garcilaso por ser uno de los seudónimos periodísticos que empleó.

## Biografía
Vivió sus primeros años en Madrid, y a los dieciocho años se trasladó a Pamplona. Trabajó en El Eco de Navarra y desde 1911 en el Diario de Navarra. En 1912 fue nombrado director de este periódico, cargo que ocupó hasta su muerte. 
En la década de 1920 marchó como corresponsal a la guerra del Rif, donde trabó amistad con los militares africanistas que años después se sublevarían contra la II República desencadenando la guerra civil española.
Fue diputado en las Cortes durante la dictadura de Primo de Rivera y en la Segunda República, en 1933 y 1936, por el Bloque de Derechas. Fue muy activo en contra del Estatuto Vasco-Navarro y del nacionalismo vasco. Participó intensamente en la conspiración contra la República, fue enlace civil del general Mola en 1936 y junto a él autor del bando que llamaba a la sublevación armada el 19 de julio.
De 1939 a 1943 fue miembro del Consejo Nacional del Movimiento, órgano consultivo del recién nacido régimen franquista.
En la postguerra no desempeñó otros cargos políticos, pese a su abierta adhesión al Movimiento, y se dedicó en exclusiva al periodismo, desde el cual apoyó la causa de la Alemania nacionalsocialista durante la Segunda Guerra Mundial y promovió el ideario del navarrismo.
En 1963, Diario de Navarra instituyó en su honor el Premio de Periodismo Garcilaso. El premio se interrumpió en 1971, tras su octava edición, para reaparecer en 1984, al cumplirse el centenario del nacimiento de Garcilaso. En colaboración con la Universidad de Navarra, el premio siguió convocándose hasta el año 2005.